# Gottfried Gesius

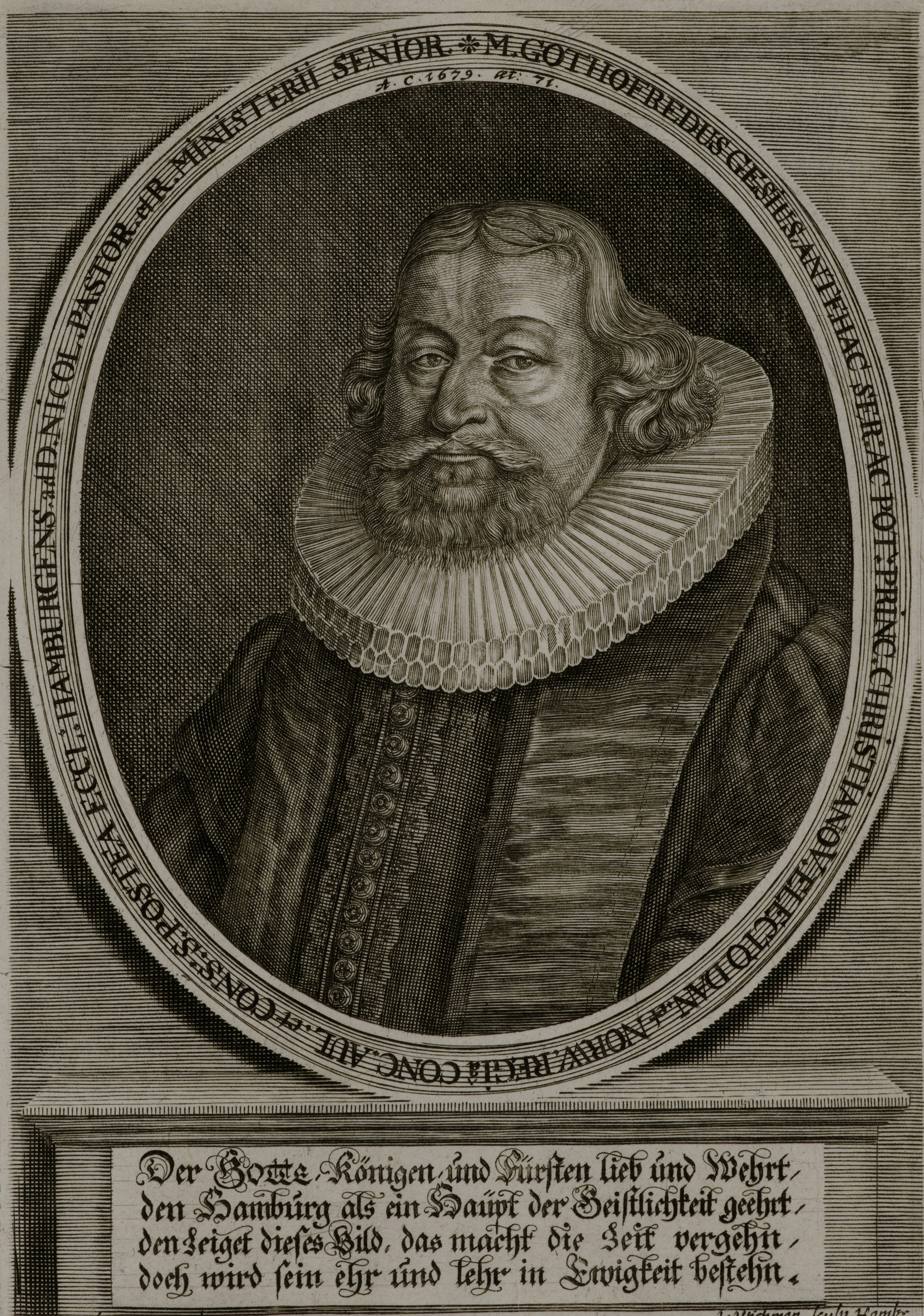
Kupferstich von Joachim Wichmann

Gottfried Gesius (auch Gese; * 4. oder 9. August 1608 in Müncheberg; † 2. September 1679 in Hamburg) war ein deutscher evangelisch-lutherischer Theologe und Pastor.

## Leben und Wirken
Gottfried Gesius studierte von 1627 bis 1632 Theologie und orientalische Sprachen an der Universität Wittenberg. 1632 kam er als Magister an die Universität Rostock. Ab 1634 oder 1637 arbeitete er als Hofprediger am Sitz des dänischen Kronprinzen in Kopenhagen. 1647 folgte er einem Ruf als Hauptpastor an die Hauptkirche St. Nikolai in Hamburg. Etwa zu dieser Zeit kam es in der Hansestadt zu politischen Konflikten um in Hamburg lebende Juden, federführend vorangetrieben von Johannes Müller. Gesius positionierte sich in Predigten äußerst radikal und judenfeindlich. Er wurde somit zu einem der bedeutendsten Unterstützer Müllers. In seinen Reden bezeichnete er Juden als „Ungeziefer“, das aus Hamburg vertrieben werden sollte. Außerdem stellte er sich gegen die Politik des Rates, dessen Bitten, sich zurückzuhalten ihn ebenso wenig von seinem Tun abhielten wie angedrohte Strafmaßnahmen. Schon zu seinen Lebzeiten hielten Beobachter fest, dass die hetzerischen Predigten die um sich greifende Judenfeindlichkeit der Bevölkerung beförderte. Dies gipfelte 1649 in der Ausweisung der aschkenasischen Juden aus Hamburg.
1672 übernahm Gesius neben seinem Pfarramt das Amt des Seniors der hamburgischen Geistlichkeit, das er bis zu seinem Tod innehatte. Im November 1672 geriet er in einen Streit mit dem Hamburger Rat. Gegenstand des Konflikts war eine Synagoge sefardischer Juden, die am Alten Wall errichtet worden war. Gesius bezeichnete die Synagoge als „Satansschule“. Der Rat und die sefardischen Juden sahen sie jedoch als Wohnhaus an. Gesius, der sich entschieden gegen die Einrichtung aussprach, bezog sich auf zahlreiche antijüdische Schriften seines Vorgängers Johannes Müller. Innere Spaltungen zwischen Rat und Bürgerschaft kamen ihm dabei zugute. Gesius brachte im Laufe der Auseinandersetzung die latent antijüdischen Bürger Hamburgs, auch durch seine Predigten, auf seine Seite. Im Januar 1673 beugte sich der Rat dem Druck und der antijüdischen Stimmung und befahl den Abriss der Synagoge.
Wenngleich Gesius bei seiner Wahl zum Pastor als guter Redner galt, erfüllte er die in ihn gesetzten Erwartungen nicht. Die Gründe hierfür sind nicht bekannt. Bekannte Publikationen sind Trauerpredigten für König Gustav Adolf aus dem Jahr 1640 und für den dänischen Kronprinzen 1647. 1652 schrieb Gesius eine Eloge auf Hauptpastor Jacob Grosse (1592–1652). Außerdem sprach er am 21. Oktober 1657 bei der Einweihung des neuen Turms der St. Nikolaikirche.

## Familie
Bartholomäus Gesius (1562–1613), Kantor und Komponist, war ein Onkel von Gottfried Gesius. Gottfried Gesius hatte eine Tochter namens Engel. Sie wurde am 18. Februar 1661 Ehefrau von Hieronymus Müller, der ein Sohn von Johannes Müller war und an der St.-Nikolai-Kirche predigte.